# Kanton Vallée de l'Isle
Vallée de l'Isle is een kanton van het Franse departement Dordogne. Het kanton maakt deel uit van de arrondissementen  Périgueux (20) en Bergerac (1).  

Het telt 17.058 inwoners in 2018.

Het kanton werd gevormd ingevolge het decreet van 24  februari 2014 met uitwerking op 22 maart 2015 met Neuvic als hoofdplaats.

## Gemeenten
Het kanton Vallée de l'Isle omvat volgende gemeenten:
- Beaupouyet
- Beauronne
- Bourgnac
- Chantérac
- Douzillac
- Les Lèches
- Mussidan
- Neuvic
- Saint-Aquilin
- Saint-Étienne-de-Puycorbier
- Saint-Front-de-Pradoux
- Saint-Germain-du-Salembre
- Saint-Jean-d'Ataux
- Saint-Laurent-des-Hommes
- Saint-Louis-en-l'Isle
- Saint-Martin-l'Astier
- Saint-Médard-de-Mussidan
- Saint-Michel-de-Double
- Saint-Séverin-d'Estissac
- Sourzac
- Vallereuil